# Баландхик
Баландхик (до 31 июля 2023 года — Беляндкиик, тадж. Баландҳик) — река в Таджикистане, на Памире, протекающая в Горно-Бадахшанской автономной области между горными хребтами Баландхик и Душворраха (Каинды). Правый приток реки Сельдара (бассейн Вахша), в которую впадает в районе ледника Ванджях.
Длина — 71 км. Площадь водосбора — 1530 км².
Берёт начало на высоте 4885 метров над уровнем моря из небольшого ледника Кокуйбель. Основные крупные притоки — Дорлозур (Каинлы; левый), впадающая на высоте 3131 метр над уровнем моря, и Бабргузар (Зулумарт; правый).
Известный географ и путешественник Василий Фёдорович Ошанин летом 1878 года в устье реки Баляндкиик обнаружил внушительный по размерам ледник, который назвал в честь своего погибшего друга и соратника — ледник Алексея Павловича Федченко.
О. В. Егоров (1955) указывал на большую численность сибирских горных козлов в долине Баляндкиик, где, по его данным, на каждый квадратный километр типичных мест обитаний зверей приходилось 9-11 животных.
В долине Баляндхика найден могильник, по конструкции напоминающий «ласточкин хвост». Такие могильники найдены в Дараи Абхарв, Дехбурз (Кальтабур; в районе реки Кокуй-Бель-Су) и Южбоке. По конструкции эти могильники также напоминают «ласточкин хвост». В могильниках также найдены каменные ящики, содержащие только череп, или другие части скелета. Подобное явление встречается и в более позднее время, в могильнике Рычив (в районе реки Рачив), датированным кушанским периодом.